# Guzal Bolagh
Guzal Bolagh – wieś w Iranie, w ostanie Azerbejdżan Zachodni, w szahrestanie Szahin Deż. W 2006 roku liczyła 667 mieszkańców.